# Cinco traidores de Eulsa
Cinco traidores de Eulsa es el nombre que se les dio a los oficiales del emperador Gojong que firmaron el Tratado de Eulsa en 1905. Este tratado hizo que Corea pasase a ser un protectorado de Japón.

## Historia
Los cinco oficiales fueron el ministro de Educación Ye Wanyong, el ministro del Ejército Yi Geun-taek, el ministro del Interior Yi Ji-yong, el ministro de Asuntos Externos Pak Chesoon y el ministro de Agricultura, Comercio e Industria Gwon Jung-hyeon.
Inicialmente, todos los ministros se oponían a firmar el tratado. Pak Chesoon incluso declaró que prefería suicidarse si Japón lo forzaba a firmar el tratado. Sin embargo, al ser amenazados con su ejecución, cinco ministros firmaron el tratado. Ye Wanyong y Gwon Jung-hyeon fueron los primeros en cambiar de opinión.
El primer ministro Han Kyu-seol, los ministros de Finanzas y Justicia, y el emperador Gojong rehusaron firmar el tratado. Sin embargo, se consideró que el tratado entró en vigor con las firmas de los cinco ministros, incluso si el emperador se rehusaba a firmarlo, un acto requerido para la entrada en vigor del tratado según las leyes de Corea. El gobierno japonés obligó a dimitir al primer ministro Han y nombró a Pak en su lugar.
El amplio descontento popular ante el tratado se dirigió hacia los cinco ministros, formándose un "grupo de asesinato" para matarlos. El 6 de diciembre de 1905, un soldado coreano trató de disparar contra Pak Chesoon mientras este ingresaba al palacio. La casa de Yi Ji-yong fue incendiada en ese mismo año. Gwon Jung-hyeon resultó herido en un ataque en 1907 y Ye Wanyong fue herido de gravedad en un intento de asesinato en 1909.
En 2005, el Centro de Investigación de Asuntos Nacionales identificó los nombres de los cinco oficiales que firmaron el Tratado de Eulsa, como parte de sus esfuerzos por recopilar un directorio de coreanos que colaboraron con los japoneses antes y durante el periodo colonial.        

## Galería

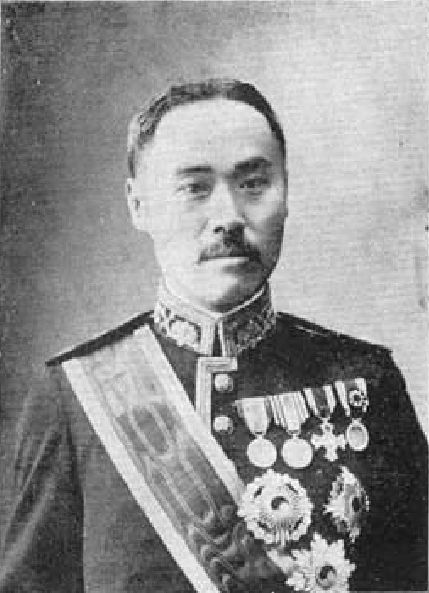
Ye Wanyong Ministro de Educación.
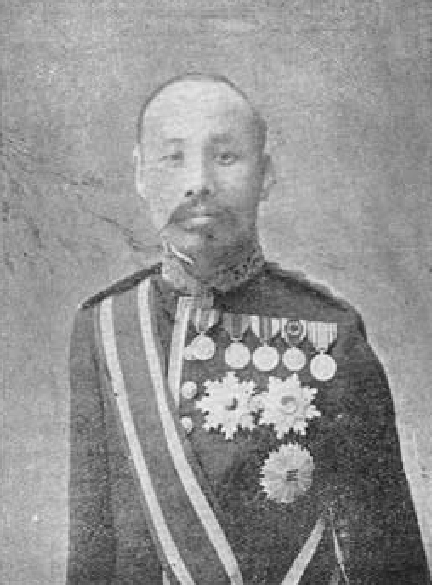
Yi Geun-taek Ministro del Ejército.
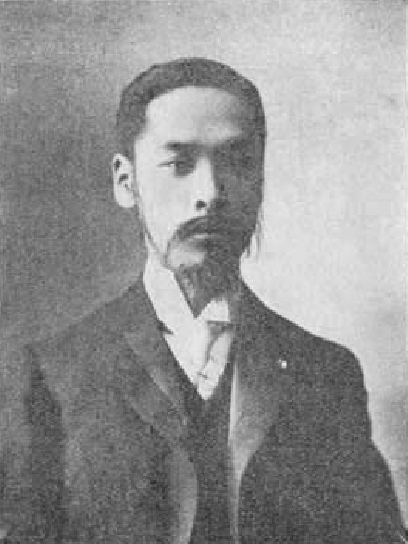
Yi Ji-yong Ministro del Interior.
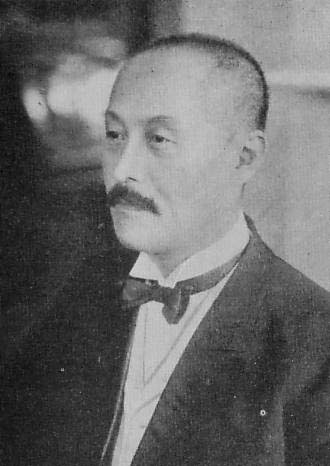
Pak Chesoon Ministro de Asuntos Externos.
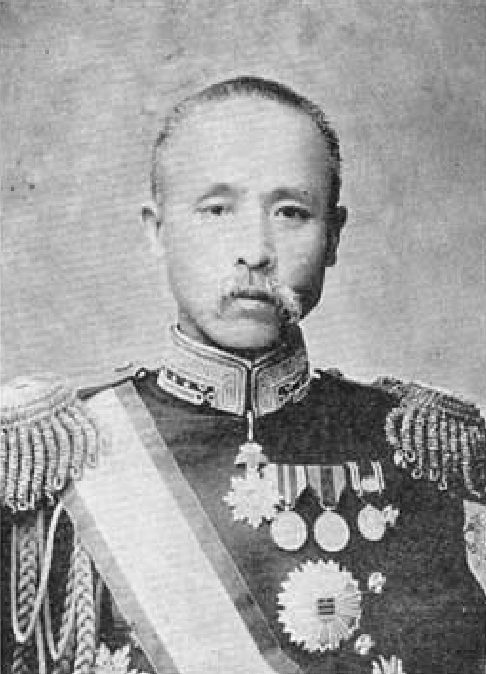
Gwon Jung-hyeon Ministro de Agricultura, Comercio e Industria.